# Col de Prémeyzel
Le col de Prémeyzel est un col secondaire situé dans le Bugey (département de l'Ain) en France, à 355 mètres d'altitude.

## Géographie
Le col sert de passage à la route D 24b qui joint les villages de Peyrieu et Prémeyzel, entre la montagne d'Izieu et la montagne de Crans. Le GR 59 y passe également.